# Lagarde-Hachan
Pour l’article homonyme, voir Lagarde.
Lagarde-Hachan (La Garda e Haishan en gascon) est une commune française située dans le sud du département du Gers, en région Occitanie. Sur le plan historique et culturel, la commune est dans le pays d'Astarac, un territoire du sud gersois très vallonné, au sol argileux, qui longe le plateau de Lannemezan.
Exposée à un climat océanique altéré, elle est drainée par la Baïse, le Sousson et par divers autres petits cours d'eau. La commune possède un patrimoine naturel remarquable composé de deux zones naturelles d'intérêt écologique, faunistique et floristique.
Lagarde-Hachan est une commune rurale qui compte 167 habitants en 2022, après avoir connu un pic de population de 481 habitants en 1846.  Ses habitants sont appelés les Lagardais ou  Lagardaises.

## Géographie

### Localisation
Commune de Gascogne située à 18 km au sud-est de Mirande sur un coteau entre le Sousson et la Petite Baïse.

### Communes limitrophes
Les communes limitrophes sont  Aujan-Mournède, Saint-Arroman, Saint-Élix-Theux, Samaran, Sauviac et Viozan.
| Saint-Élix-Theux |                | Saint-Arroman |
| Sauviac          | Lagarde-Hachan | Samaran       |
| Viozan           | Aujan-Mournède |               |

### Géologie et relief
Lagarde-Hachan se situe en zone de sismicité 2 (sismicité faible).

### Hydrographie

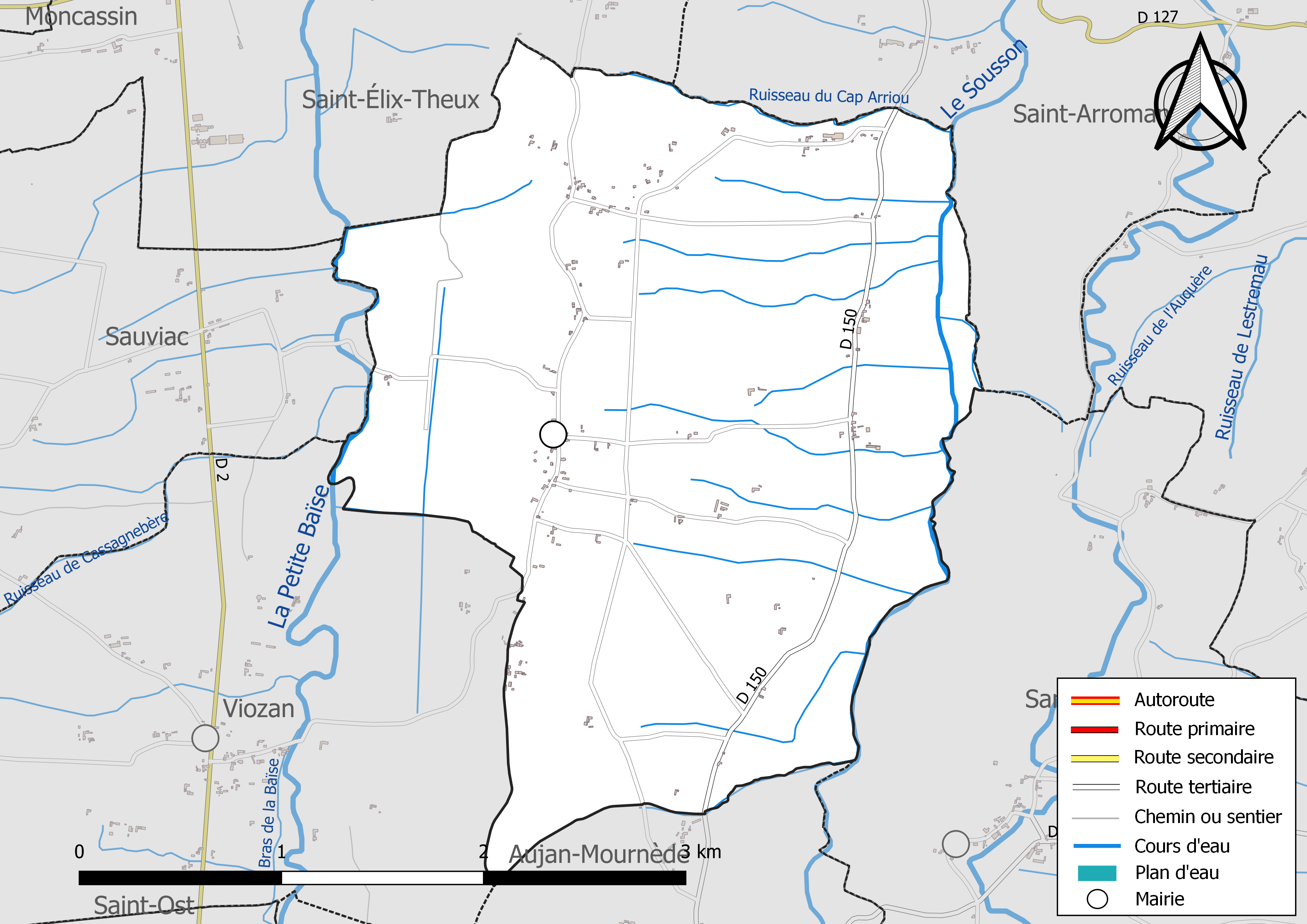
Réseaux hydrographique et routier de Lagarde-Hachan.

La commune est dans le bassin de la Garonne, au sein du bassin hydrographique Adour-Garonne. Elle est drainée par la Baïse, le Sousson, le ruisseau de Cassagnebère, le ruisseau du Cap Arriou et par divers petits cours d'eau, qui constituent un réseau hydrographique de 18 km de longueur totale,.
La Baïse, d'une longueur totale de 187,6 km, prend sa source dans la commune de Capvern et s'écoule vers le nord. Elle traverse la commune et se jette dans la Garonne à Saint-Léger, après avoir traversé 52 communes.
Le Sousson, d'une longueur totale de 33,8 km, prend sa source dans la commune d'Aujan-Mournède et s'écoule vers le nord. Il traverse la commune et se jette dans le Gers à Auch, après avoir traversé 15 communes.

### Climat
Pour des articles plus généraux, voir Climat de l'Occitanie et Climat du Gers.
En 2010, le climat de la commune est de type climat océanique altéré, selon une étude s'appuyant sur une série de données couvrant la période 1971-2000. En 2020, Météo-France publie une typologie des climats de la France métropolitaine dans laquelle la commune est toujours exposée à un climat océanique altéré et est dans la région climatique Aquitaine, Gascogne, caractérisée par une pluviométrie abondante au printemps, modérée en automne, un faible ensoleillement au printemps, un été chaud (19,5 °C), des vents faibles, des brouillards fréquents en automne et en hiver et des orages fréquents en été (15 à 20 jours).
Pour la période 1971-2000, la température annuelle moyenne est de 12,9 °C, avec une amplitude thermique annuelle de 14,7 °C. Le cumul annuel moyen de précipitations est de 852 mm, avec 9,8 jours de précipitations en janvier et 6,5 jours en juillet. Pour la période 1991-2020, la température moyenne annuelle observée sur la station météorologique la plus proche, située sur la commune de Sadeillan à 12 km à vol d'oiseau, est de 13,6 °C et le cumul annuel moyen de précipitations est de 900,9 mm,. Pour l'avenir, les paramètres climatiques de la commune estimés pour 2050 selon différents scénarios d'émission de gaz à effet de serre sont consultables sur un site dédié publié par Météo-France en novembre 2022.

### Milieux naturels et biodiversité
L’inventaire des zones naturelles d'intérêt écologique, faunistique et floristique (ZNIEFF) a pour objectif de réaliser une couverture des zones les plus intéressantes sur le plan écologique, essentiellement dans la perspective d’améliorer la connaissance du patrimoine naturel national et de fournir aux différents décideurs un outil d’aide à la prise en compte de l’environnement dans l’aménagement du territoire.
Une ZNIEFF de type 1 est recensée sur la commune :
le « bois de Samaran » (118 ha), couvrant 2 communes du département et une ZNIEFF de type 2, : 
les « coteaux du Sousson de Samaran à Pavie » (2 695 ha), couvrant 14 communes du département.

Carte des ZNIEFF de type 1 et 2 à Lagarde-Hachan.
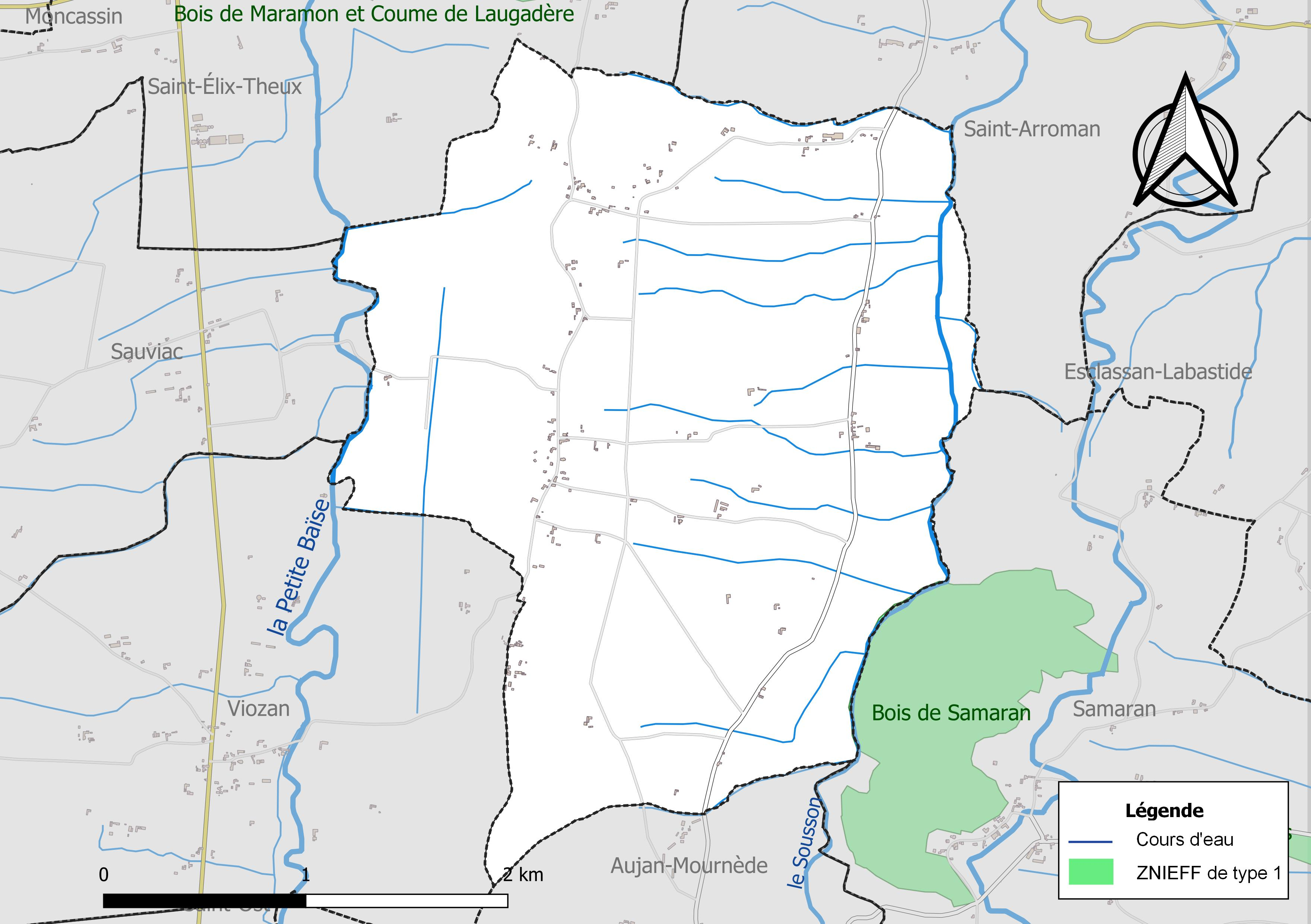
Carte de la ZNIEFF de type 1 sur la commune.
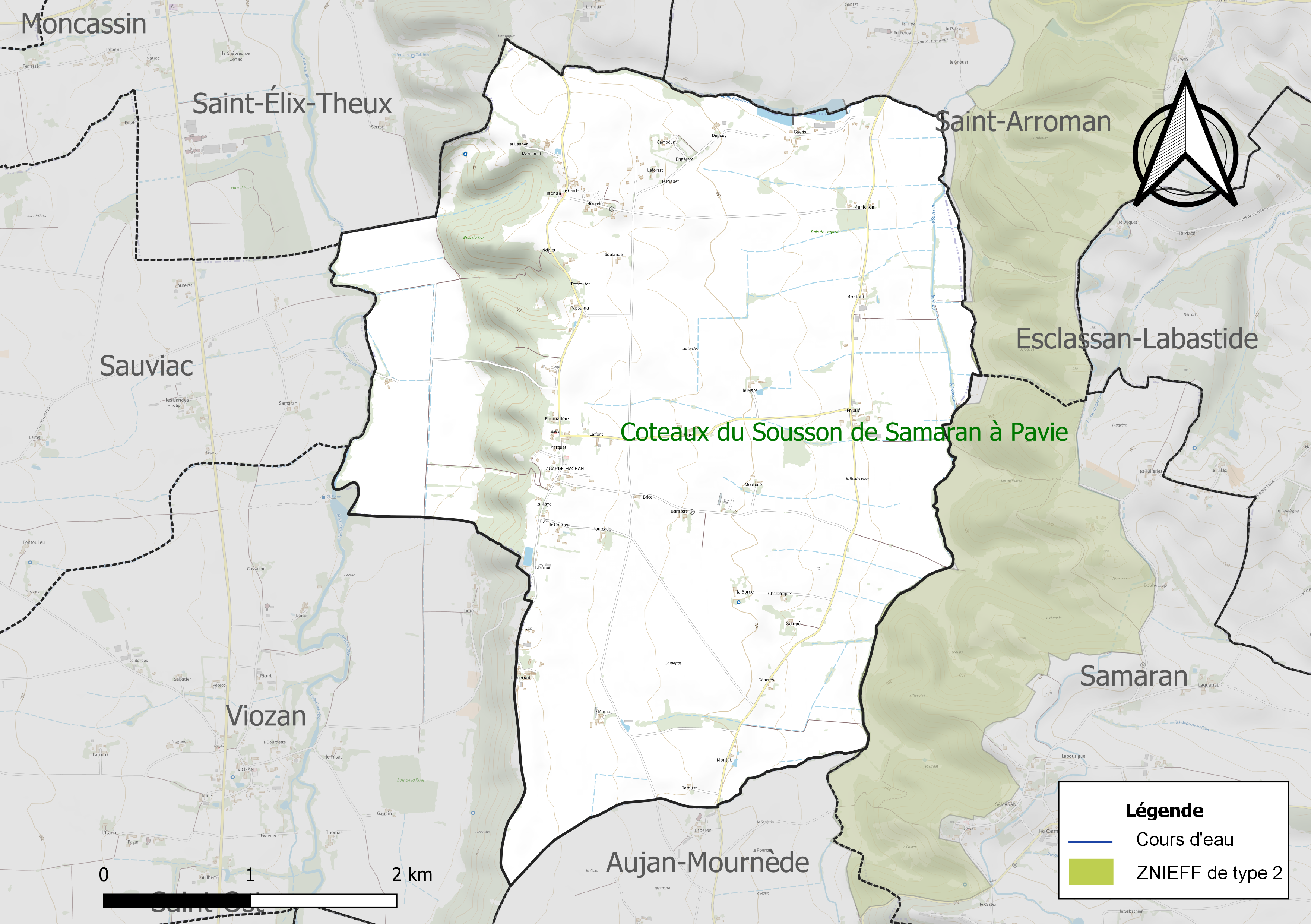
Carte de la ZNIEFF de type 2 sur la commune.

## Urbanisme

### Typologie
Au 1er janvier 2024, Lagarde-Hachan est catégorisée commune rurale à habitat très dispersé, selon la nouvelle grille communale de densité à sept niveaux définie par l'Insee en 2022.
Elle est située hors unité urbaine et hors attraction des villes,.

### Occupation des sols
L'occupation des sols de la commune, telle qu'elle ressort de la base de données européenne d’occupation biophysique des sols Corine Land Cover (CLC), est marquée par l'importance des territoires agricoles (92,3 % en 2018), une proportion identique à celle de 1990 (92,3 %). La répartition détaillée en 2018 est la suivante : 
terres arables (81,1 %), zones agricoles hétérogènes (11,2 %), forêts (7,7 %). L'évolution de l’occupation des sols de la commune et de ses infrastructures peut être observée sur les différentes représentations cartographiques du territoire : la carte de Cassini (XVIIIe siècle), la carte d'état-major (1820-1866) et les cartes ou photos aériennes de l'IGN pour la période actuelle (1950 à aujourd'hui).

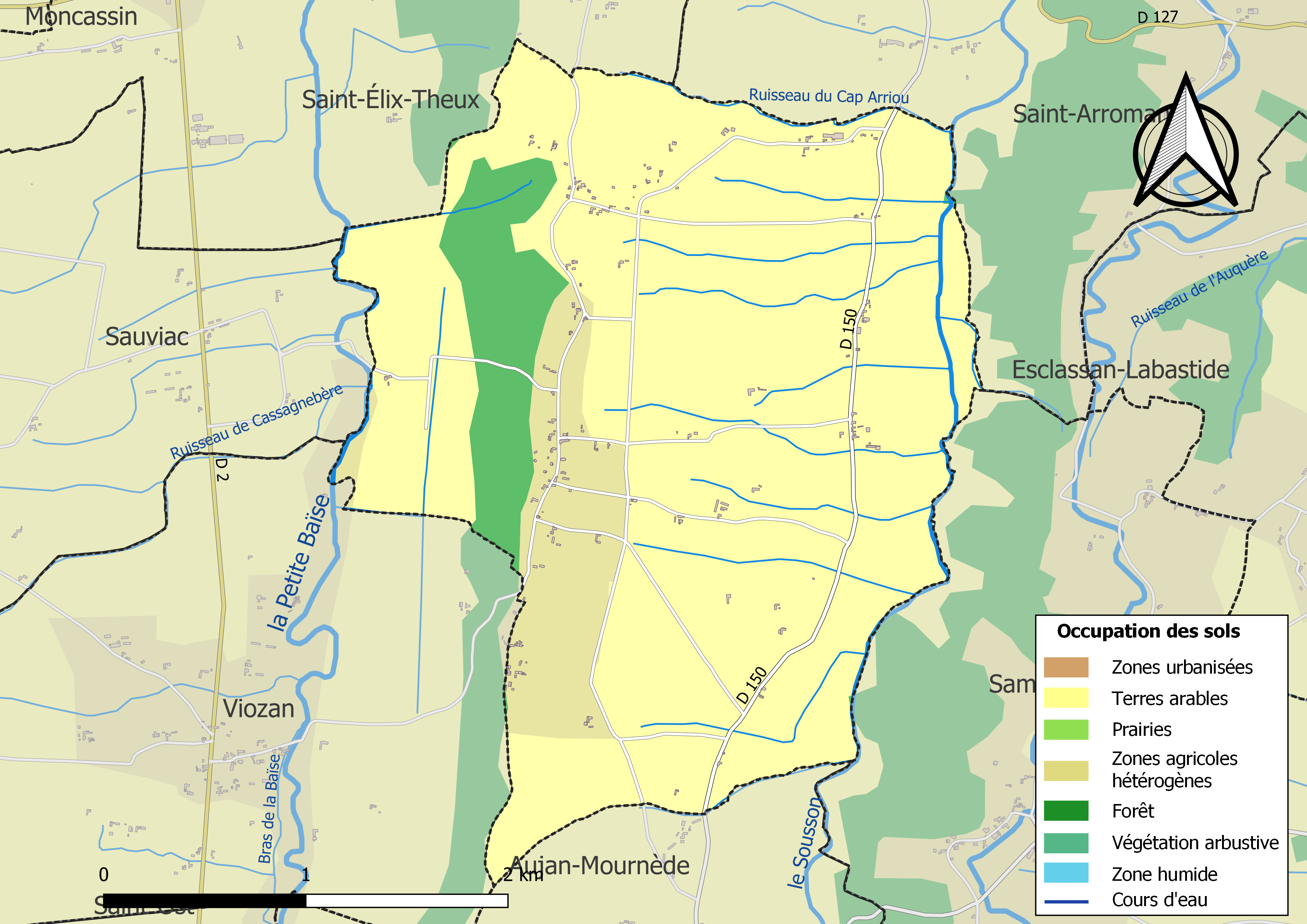
Carte des infrastructures et de l'occupation des sols de la commune en 2018 (CLC).

### Voies de communication et transports

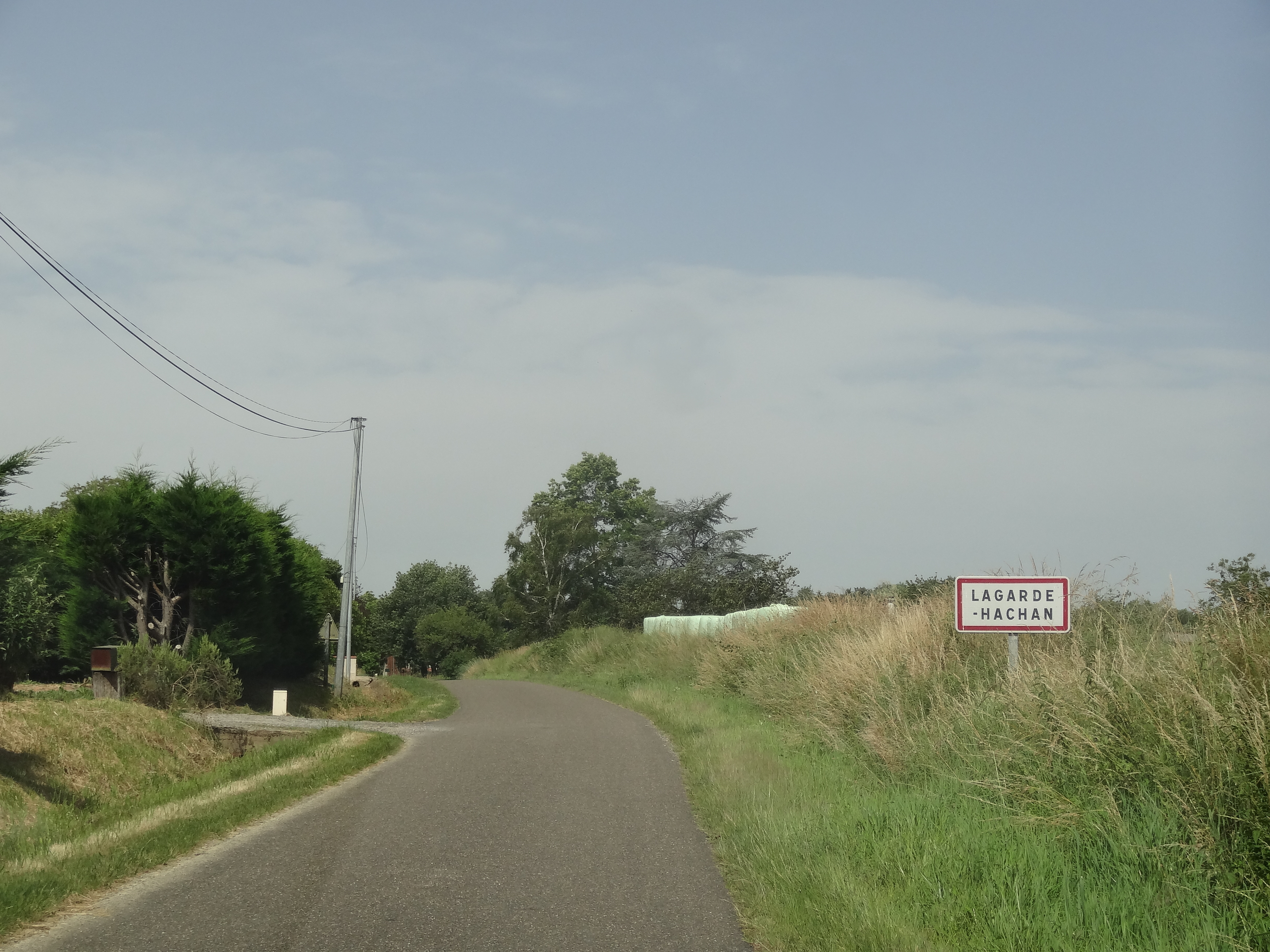
Entrée est de Lagarde-Hachan.

### Risques majeurs
Le territoire de la commune de Lagarde-Hachan est vulnérable à différents aléas naturels : météorologiques (tempête, orage, neige, grand froid, canicule ou sécheresse) et séisme (sismicité faible). Un site publié par le BRGM permet d'évaluer simplement et rapidement les risques d'un bien localisé soit par son adresse soit par le numéro de sa parcelle.

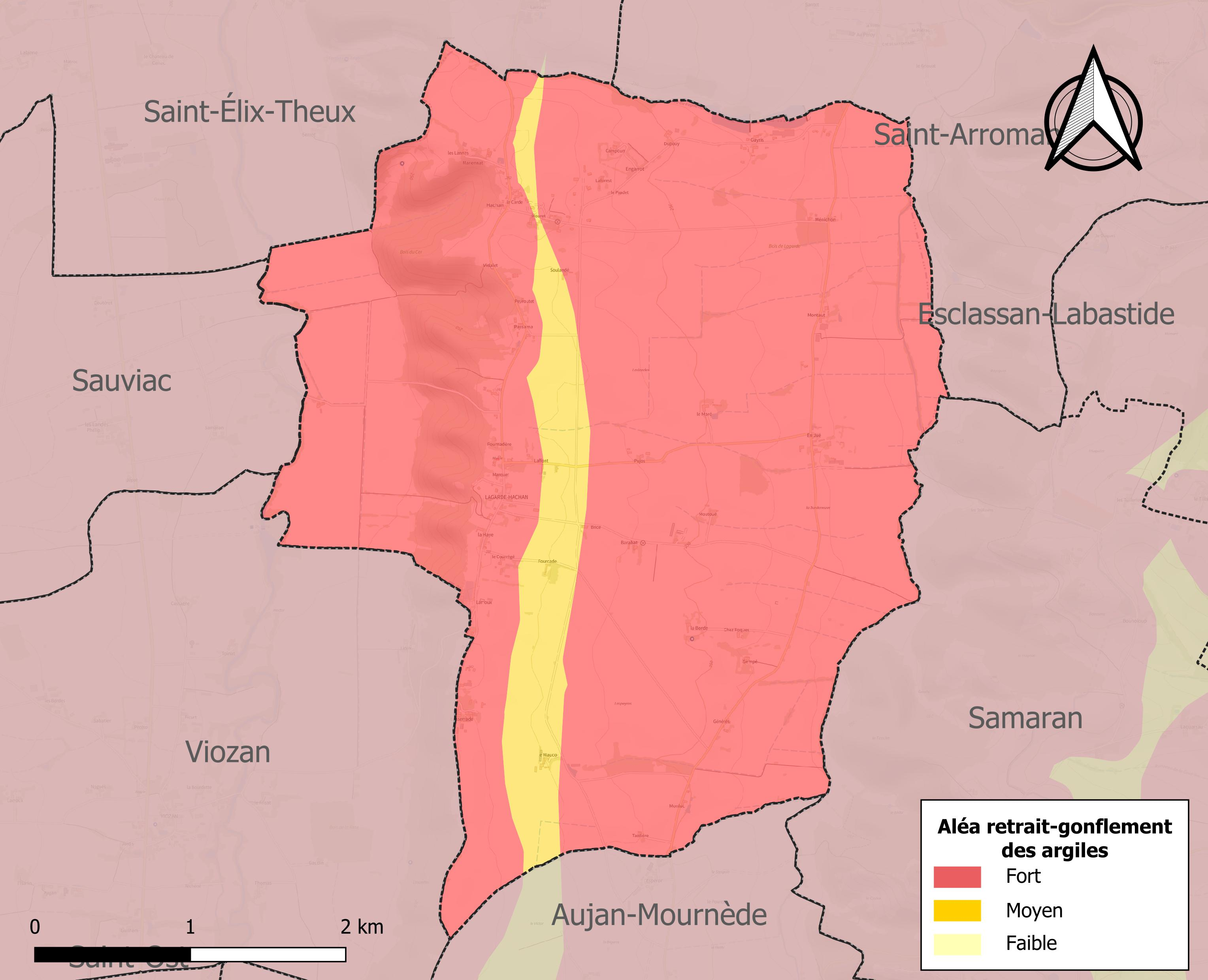
Carte des zones d'aléa retrait-gonflement des sols argileux de Lagarde-Hachan.

Le retrait-gonflement des sols argileux est susceptible d'engendrer des dommages importants aux bâtiments en cas d’alternance de périodes de sécheresse et de pluie. La totalité de la commune est en aléa moyen ou fort (94,5 % au niveau départemental et 48,5 % au niveau national). Sur les 102 bâtiments dénombrés sur la commune en 2019, 102 sont en aléa moyen ou fort, soit 100 %, à comparer aux 93 % au niveau départemental et 54 % au niveau national. Une cartographie de l'exposition du territoire national au retrait gonflement des sols argileux est disponible sur le site du BRGM,.
Par ailleurs, afin de mieux appréhender le risque d’affaissement de terrain, l'inventaire national des cavités souterraines permet de localiser celles situées sur la commune.
La commune a été reconnue en état de catastrophe naturelle au titre des dommages causés par les inondations et coulées de boue survenues en 1999 et 2009. Concernant les mouvements de terrains, la commune a été reconnue en état de catastrophe naturelle au titre des dommages causés par la sécheresse en 1989 et par des mouvements de terrain en 1999.

## Politique et administration

### Liste des maires

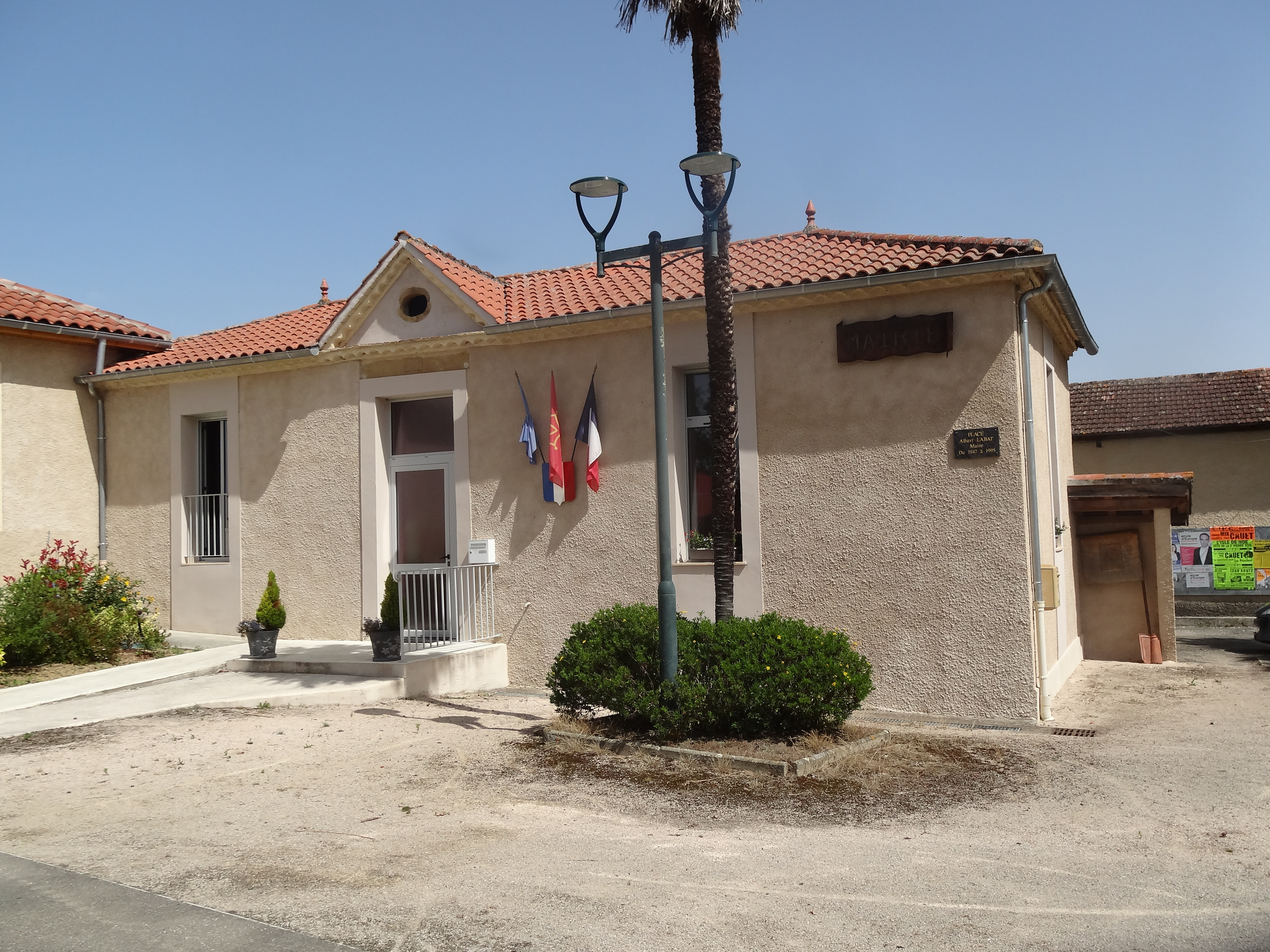
La mairie.

| Période   | Période   | Identité                   | Étiquette      | Qualité                     |
| --------- | --------- | -------------------------- | -------------- | --------------------------- |
| 1792      | 1795      | Pierre Garderes            |                |                             |
| 1795      | 1797      | Pierre Fontoulieu          |                |                             |
| 1797      | 1800      | Jean Soulon                |                |                             |
| 1800      | 1808      | Laurent Larroux            |                |                             |
| 1808      | 1820      | Pierre Fontoulieu          |                |                             |
| 1820      | 1822      | Jean Fourcade              |                |                             |
| 1822      | 1824      | François Ader              |                |                             |
| 1824      | 1832      | Jean-marie Ader            |                |                             |
| 1832      | 1835      | Joseph Ader                |                |                             |
| 1835      | 1848      | Valentin Fourcade          |                |                             |
| 1848      | 1848      | François Dupouy            |                |                             |
| 1848      | 1860      | Augustin Larroux           |                |                             |
| 1860      | 1865      | François Dupouy            |                |                             |
| 1865      | 1870      | Augustin Larroux           |                |                             |
| 1870      | 1871      | François Dupouy            |                |                             |
| 1871      | 1876      | Henri Dupouy               |                |                             |
| 1878      | 1878      | Joseph Fourcade            |                |                             |
| 1878      | 1884      | Bertrand Lafage            |                |                             |
| 1884      | 1889      | Henri Dupouy               |                |                             |
| 1889      | 1892      | Bertrand Lafage            |                |                             |
| 1892      | 1904      | Isidore Larroux            |                |                             |
| 1904      | 1912      | Simon Jean Marcellin Pujos |                |                             |
| 1912      | 1919      | Isidore Larroux            |                |                             |
| 1919      | 1925      | Marcel Larroux             |                |                             |
| 1925      | 1929      | Serge Cabannes             |                |                             |
| 1929      | 1945      | François Nogues            |                |                             |
| 1945      | 1947      | Hubert Ader                |                |                             |
| 1945      | 1995      | Albert Labat               |                |                             |
| juin 1995 | mars 2014 | Francis Lescure            |                |                             |
| mars 2014 | En cours  | Monique Noguès             | Sans étiquette | Retraitée de l'enseignement |

## Population et société

### Démographie
| 1793 | 1800 | 1806 | 1821 | 1831 | 1841 | 1846 | 1851 | 1856 |
| ---- | ---- | ---- | ---- | ---- | ---- | ---- | ---- | ---- |
| 212  | 201  | 232  | 158  | 447  | 447  | 481  | 472  | 462  |

| 1861 | 1866 | 1872 | 1876 | 1881 | 1886 | 1891 | 1896 | 1901 |
| ---- | ---- | ---- | ---- | ---- | ---- | ---- | ---- | ---- |
| 480  | 433  | 441  | 410  | 394  | 392  | 358  | 335  | 326  |

| 1906 | 1911 | 1921 | 1926 | 1931 | 1936 | 1946 | 1954 | 1962 |
| ---- | ---- | ---- | ---- | ---- | ---- | ---- | ---- | ---- |
| 307  | 294  | 236  | 248  | 248  | 223  | 217  | 206  | 194  |

| 1968 | 1975 | 1982 | 1990 | 1999 | 2004 | 2006 | 2009 | 2014 |
| ---- | ---- | ---- | ---- | ---- | ---- | ---- | ---- | ---- |
| 187  | 154  | 131  | 118  | 131  | 158  | 182  | 156  | 166  |

| 2019 | 2022 | - | - | - | - | - | - | - |
| ---- | ---- | - | - | - | - | - | - | - |
| 168  | 167  | - | - | - | - | - | - | - |

### Enseignement
Il n'y a pas d'école à Lagarde-Hachan.

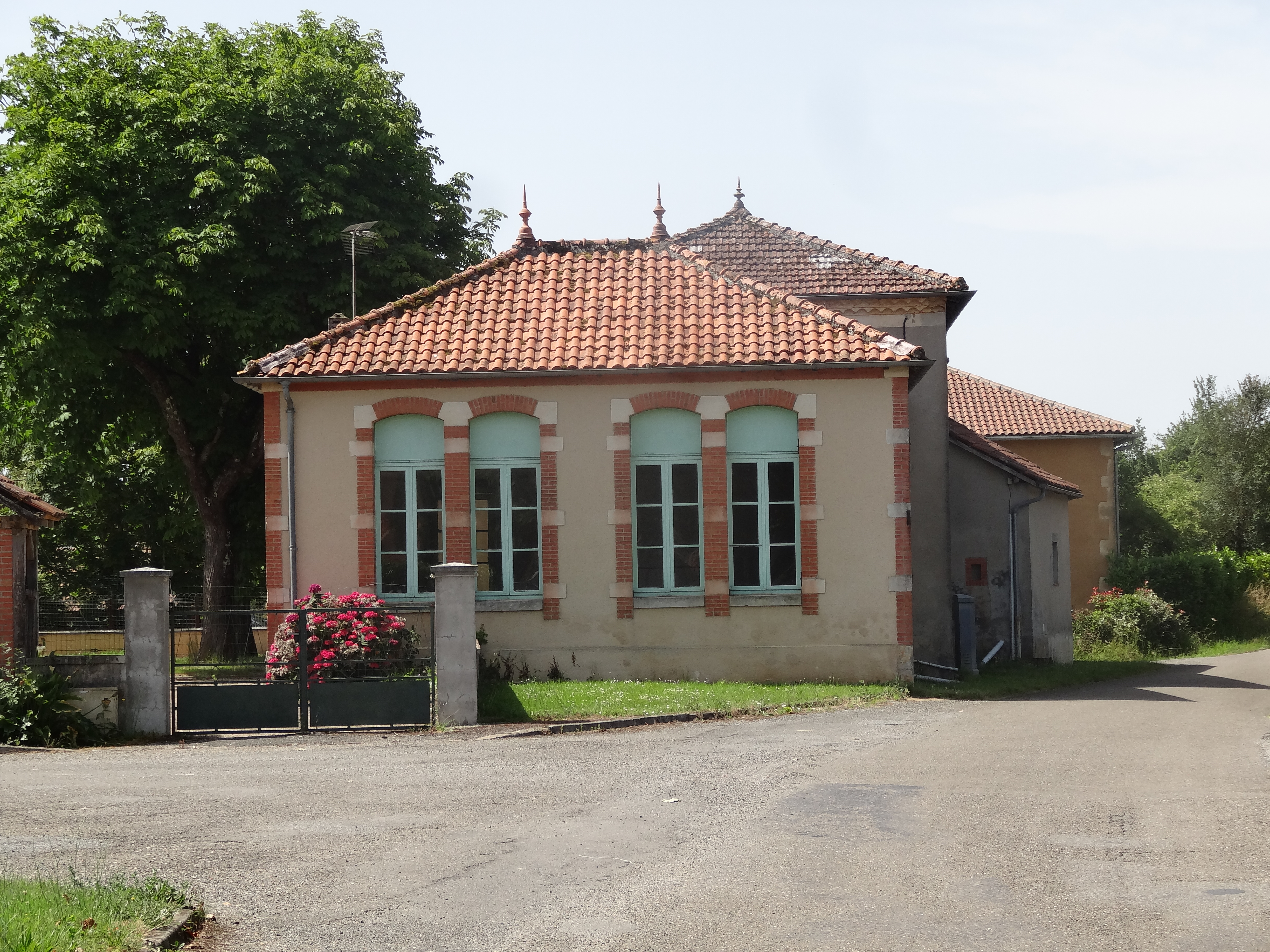
L'ancienne école.

Lagarde-Hachan fait partie de l'académie de Toulouse.

### Manifestations culturelles et festivités

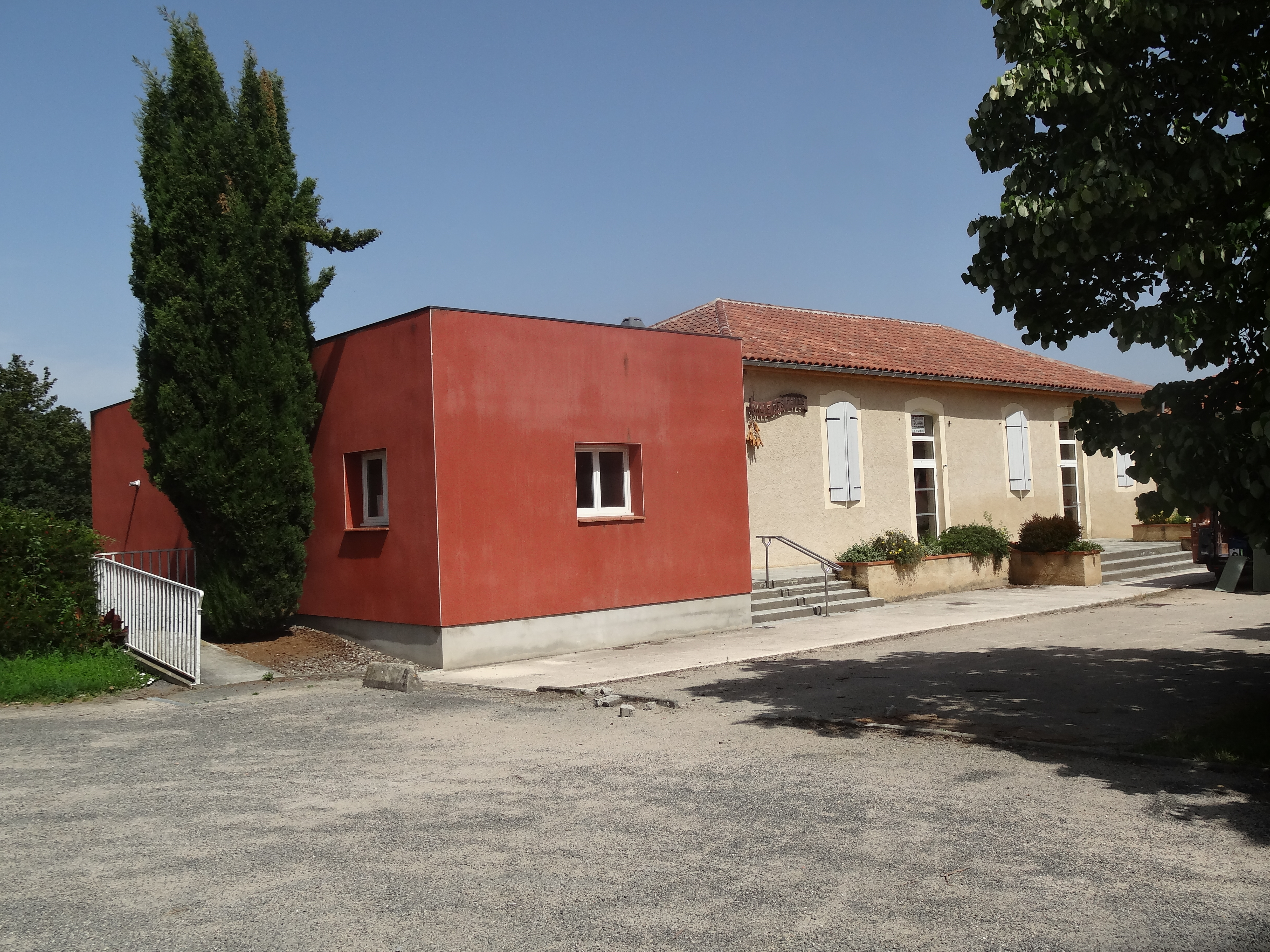
La salle des fêtes.

## Économie

### Revenus
En 2018  (données Insee publiées en septembre 2021), la commune compte 66 ménages fiscaux, regroupant 169 personnes. La médiane du revenu disponible par unité de consommation est de 21 000 € (20 820 € dans le département).

### Emploi
|                | 2008  | 2013  | 2018  |
| -------------- | ----- | ----- | ----- |
| Commune        | 4,1 % | 7,5 % | 4,3 % |
| Département    | 6,1 % | 7,5 % | 8,2 % |
| France entière | 8,3 % | 10 %  | 10 %  |

En 2018, la population âgée de 15 à 64 ans s'élève à 92 personnes, parmi lesquelles on compte 76,3 % d'actifs (72 % ayant un emploi et 4,3 % de chômeurs) et 23,7 % d'inactifs,. Depuis 2008, le taux de chômage communal (au sens du recensement) des 15-64 ans est inférieur à celui de la France et du département.
La commune est hors attraction des villes,. Elle compte 31 emplois en 2018, contre 31 en 2013 et 37 en 2008. Le nombre d'actifs ayant un emploi résidant dans la commune est de 72, soit un indicateur de concentration d'emploi de 43 % et un taux d'activité parmi les 15 ans ou plus de 57,5 %.
Sur ces 72 actifs de 15 ans ou plus ayant un emploi, 18 travaillent dans la commune, soit 25 % des habitants. Pour se rendre au travail, 84,9 % des habitants utilisent un véhicule personnel ou de fonction à quatre roues, 5,5 % s'y rendent en deux-roues, à vélo ou à pied et 9,6 % n'ont pas besoin de transport (travail au domicile).

### Activités hors agriculture
11 établissements sont implantés  à Lagarde-Hachan au 31 décembre 2019.
Le secteur de la construction est prépondérant sur la commune puisqu'il représente 27,3 % du nombre total d'établissements de la commune (3 sur les 11 entreprises implantées  à Lagarde-Hachan), contre 14,6 % au niveau départemental.

### Agriculture
|               | 1988 | 2000 | 2010 | 2020 |
| ------------- | ---- | ---- | ---- | ---- |
| Exploitations | 26   | 12   | 7    | 8    |
| SAU (ha)      | 789  | 615  | 598  | 575  |

La commune est dans l'Astarac, une petite région agricole englobant tout le Sud du départementdu Gers, un quart de sa superficie, et correspond au pied de lʼéventail gascon. En 2020, l'orientation technico-économique de l'agriculture  sur la commune est la culture de céréales et/ou d'oléoprotéagineuses. Huit exploitations agricoles ayant leur siège dans la commune sont dénombrées lors du recensement agricole de 2020 (26 en 1988). La superficie agricole utilisée est de 575 ha,,.

## Culture locale et patrimoine

### Lieux et monuments
- Église Saint-Germier d'Hachan.

L'église Saint-Germier
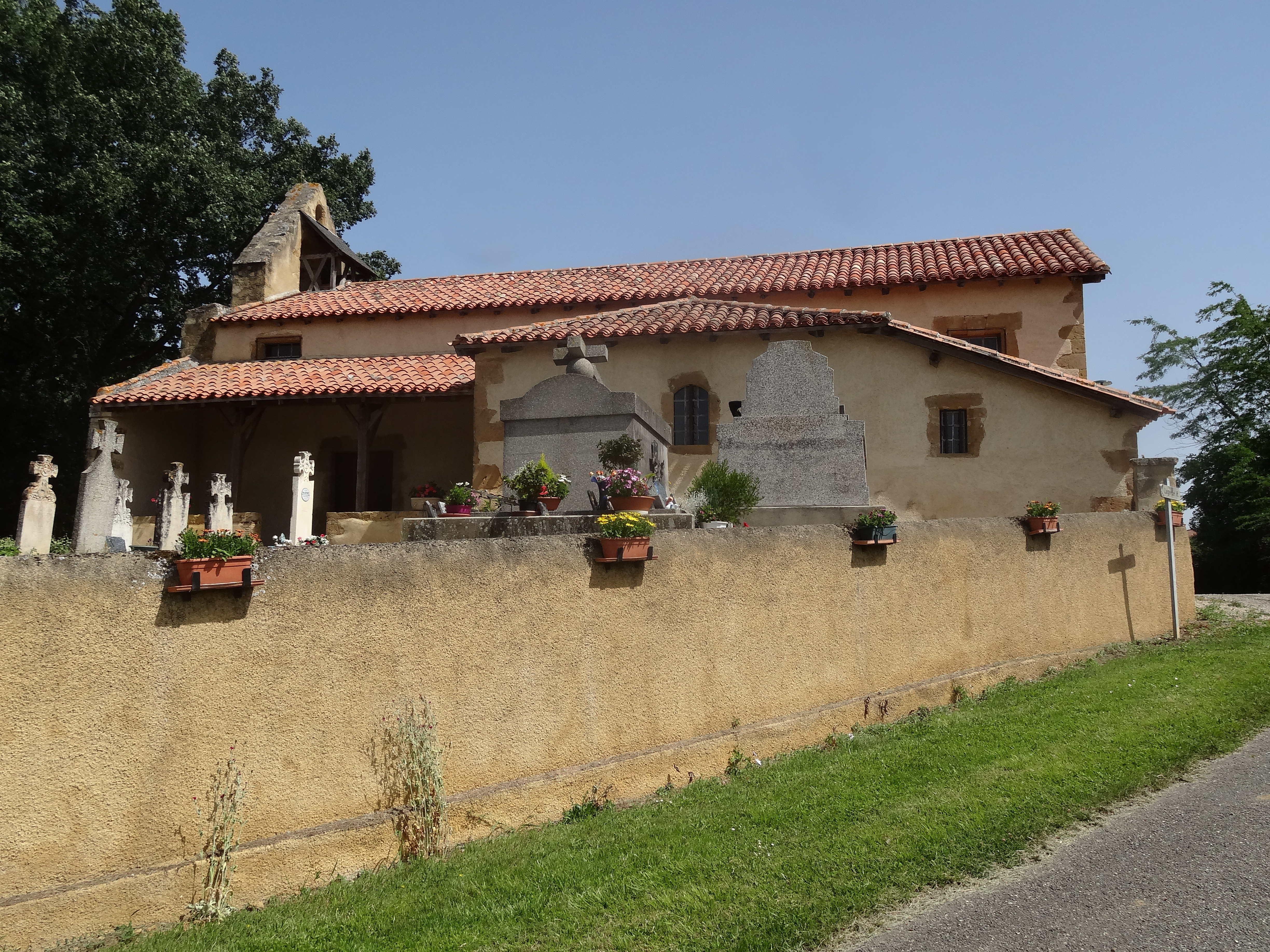
L'église et son cimetière.
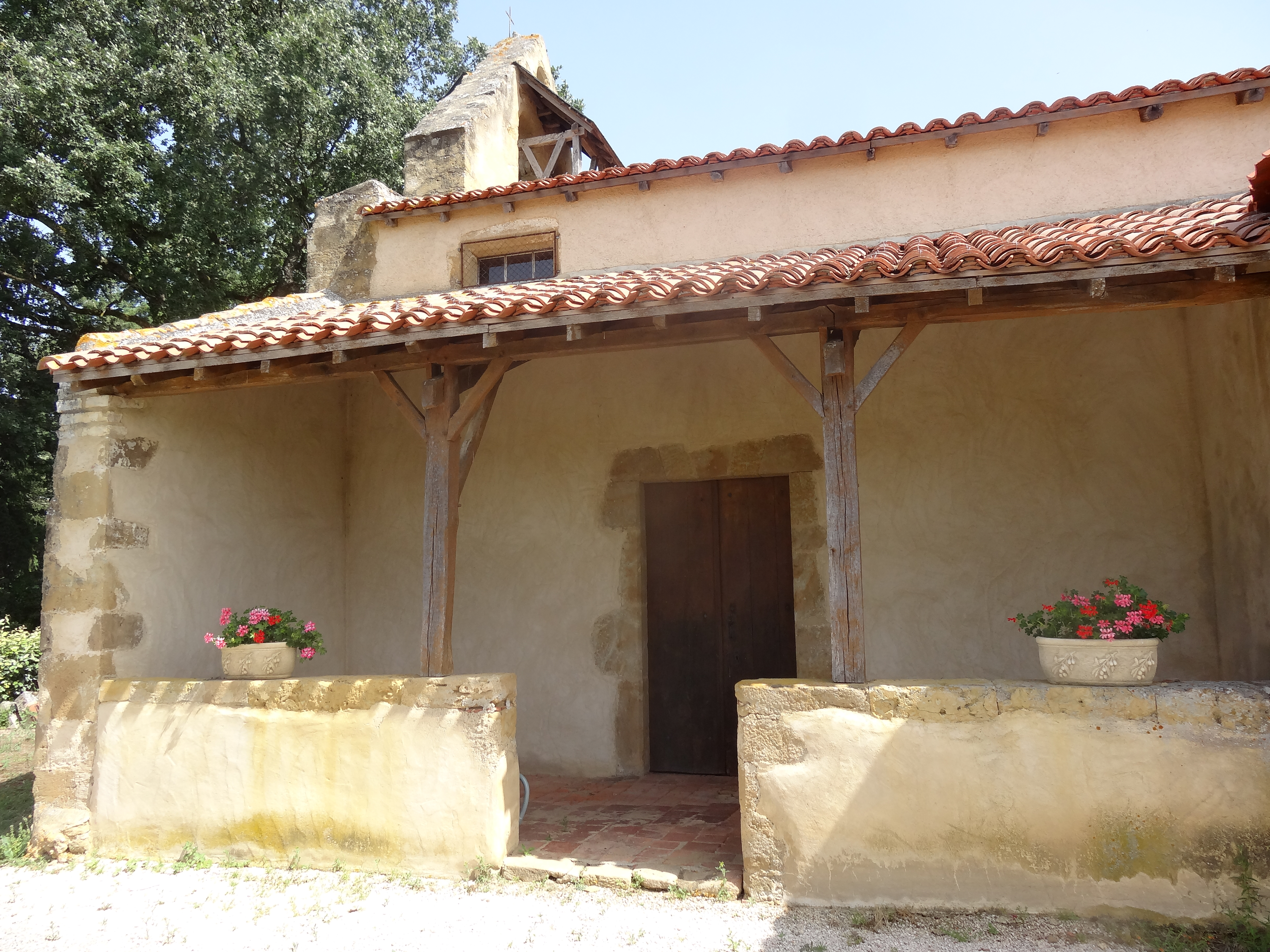
Le porche.
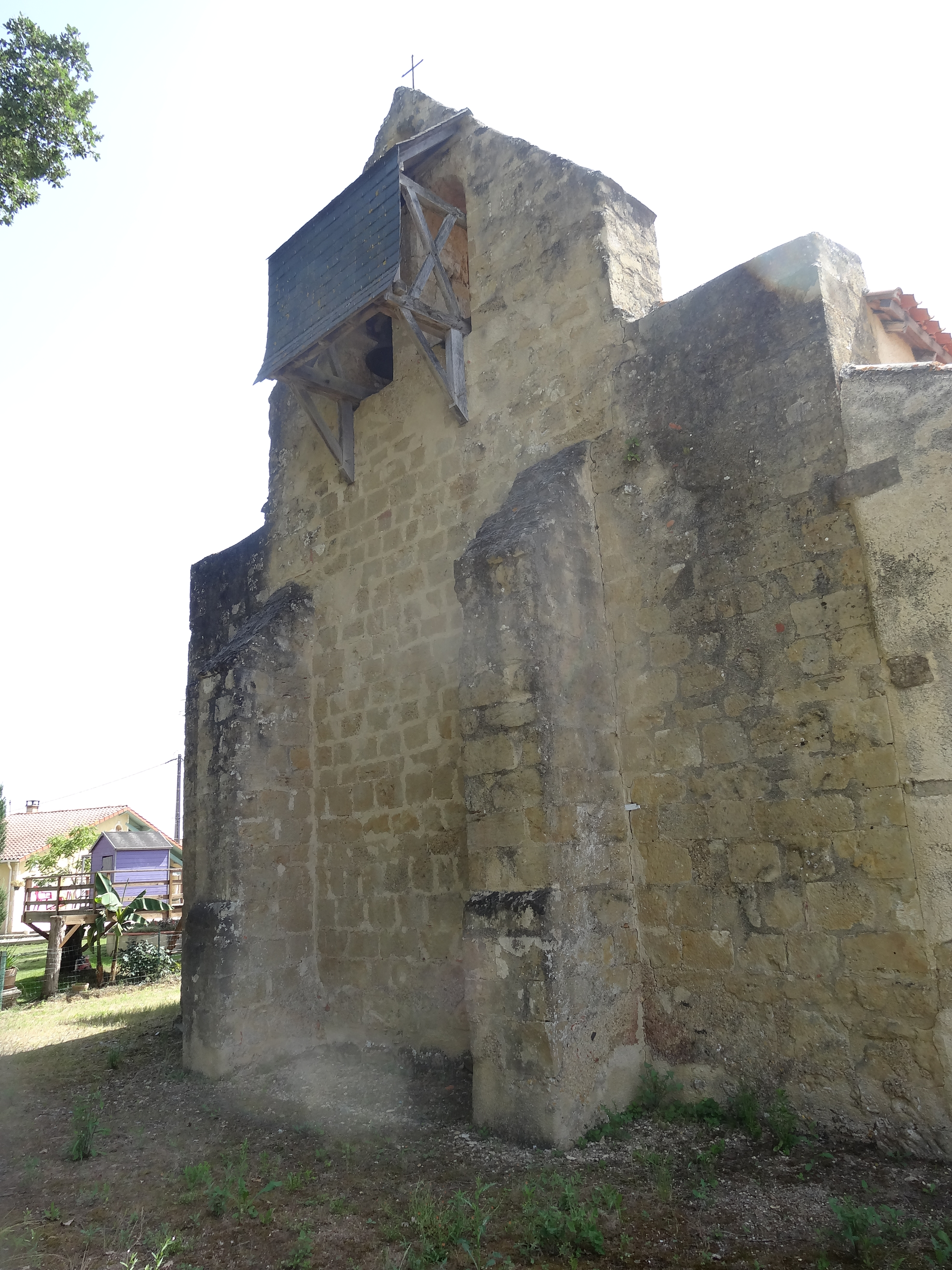
Le clocher-mur.

- Église Saint-Martin de Lagarde.

L'église Saint-Martin
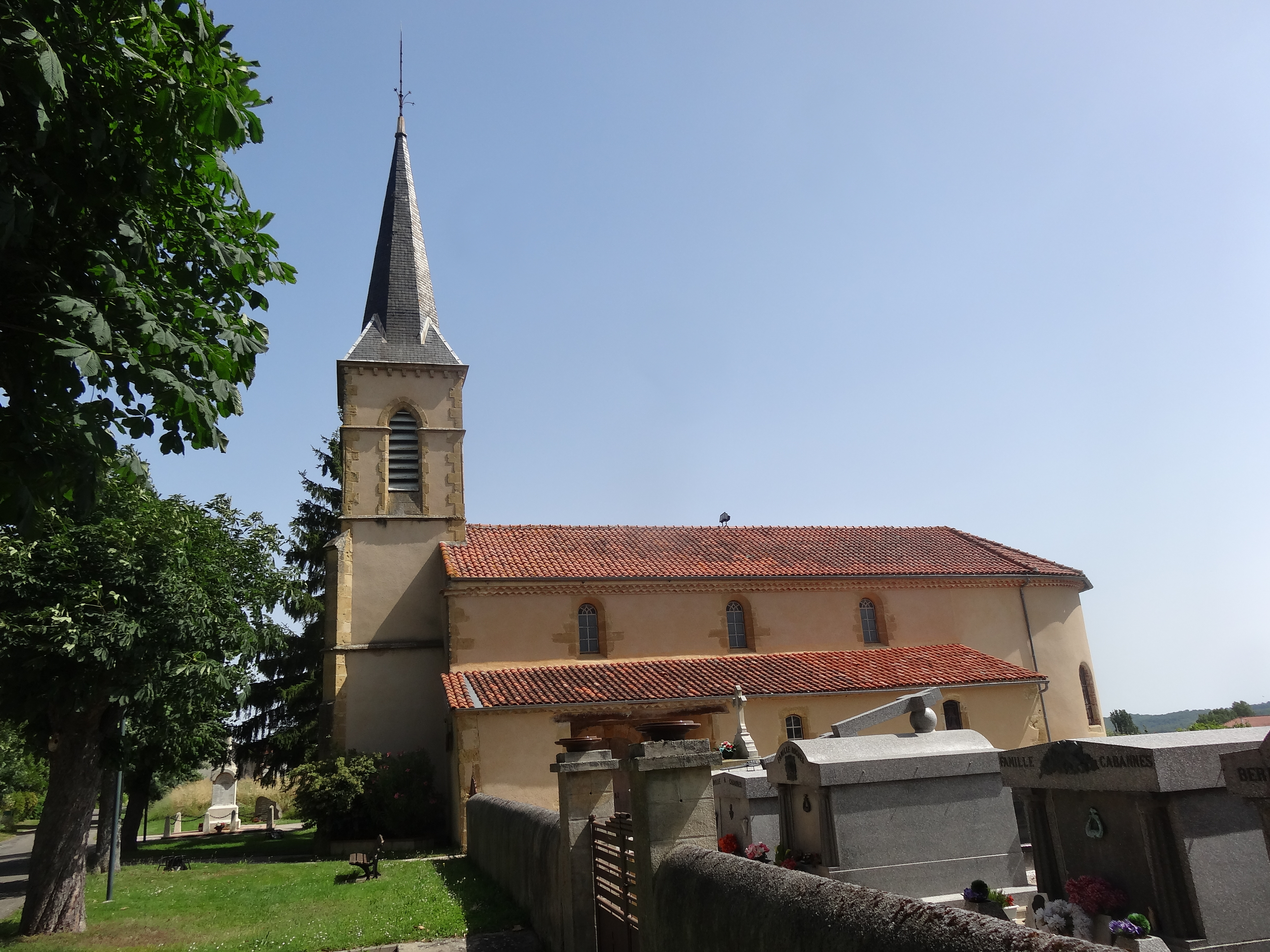
L'église et le cimetière adjacent.
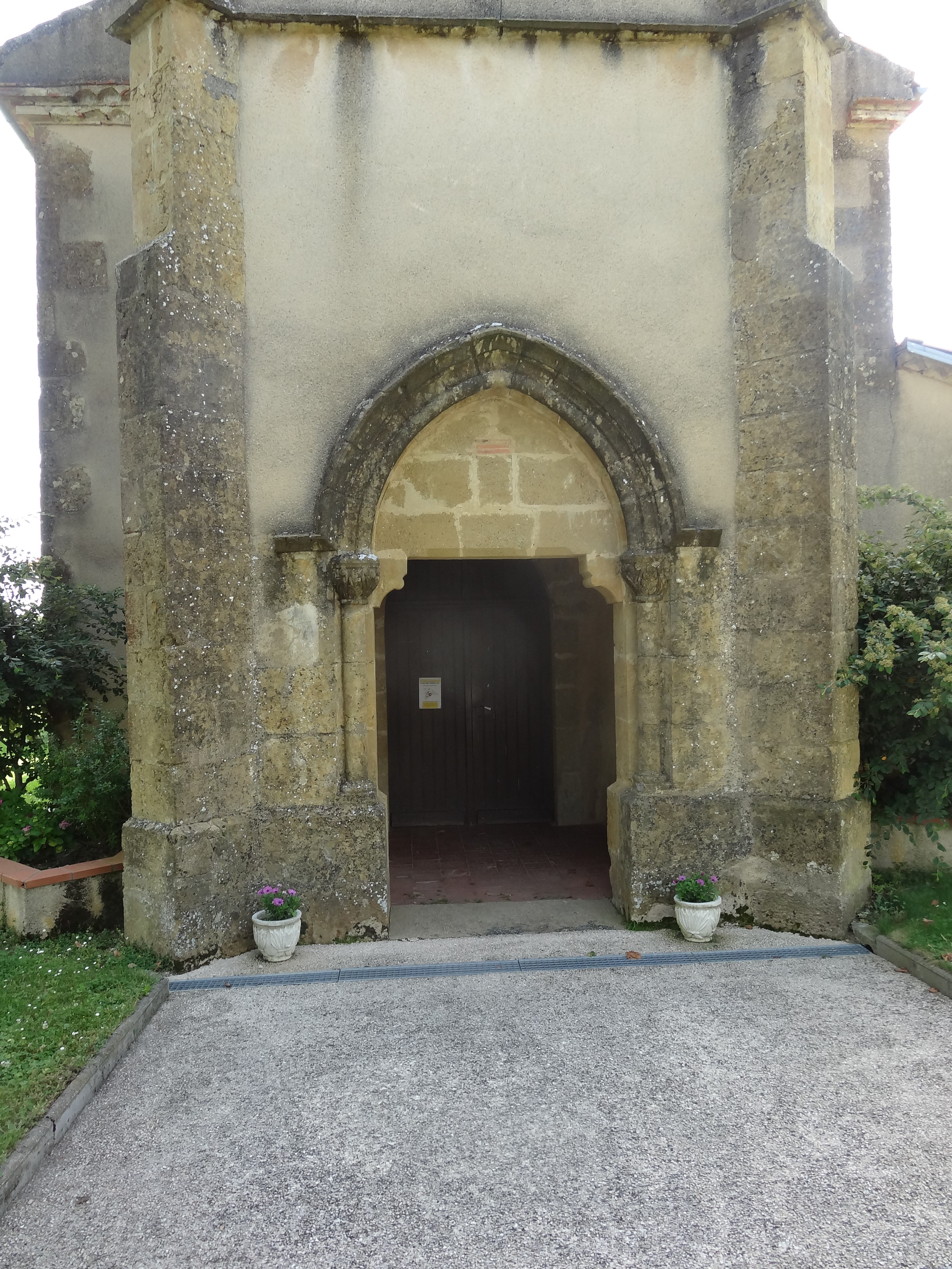
Le portail d'entrée.

- Site castral de Lagarde. La carte de Cassini figure un château à La Garde-Noble. L'érudit Justin Cénac-Moncaut constate en 1856 la présence de fossés autour d'un « bâtiment construit en pisé et en colombage », probablement à l'ouest de l'église actuelle de Lagarde ; il ajoute : « dans cette espèce de masure féodale vivait encore, à la fin du dix-huitième siècle, le marquis de Monluc, dernier descendant du maréchal. »[30] Aucun vestige de l'ancien château n'est aujourd'hui visible en élévation.

Autres lieux et monuments
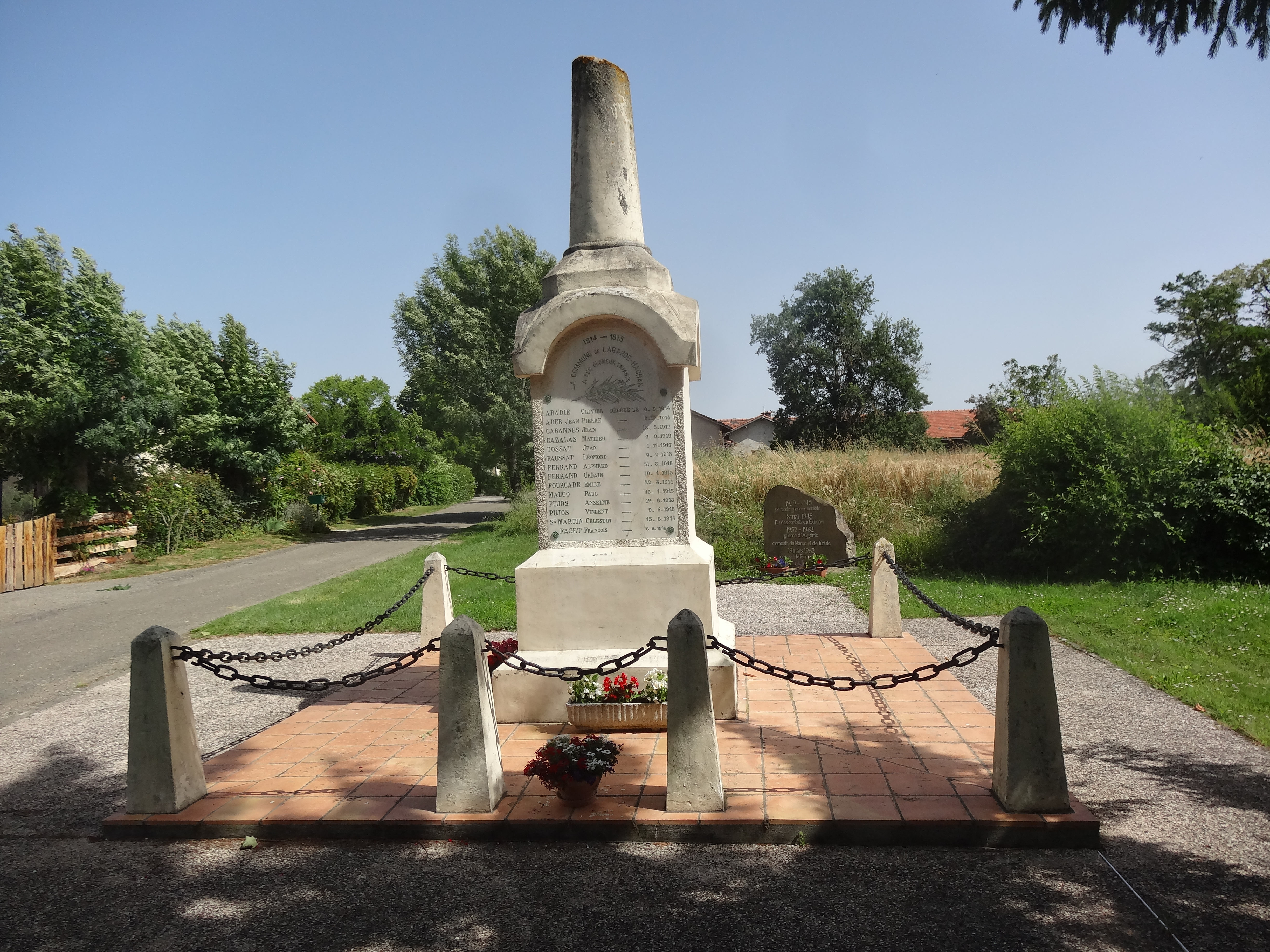
Le monument aux morts.
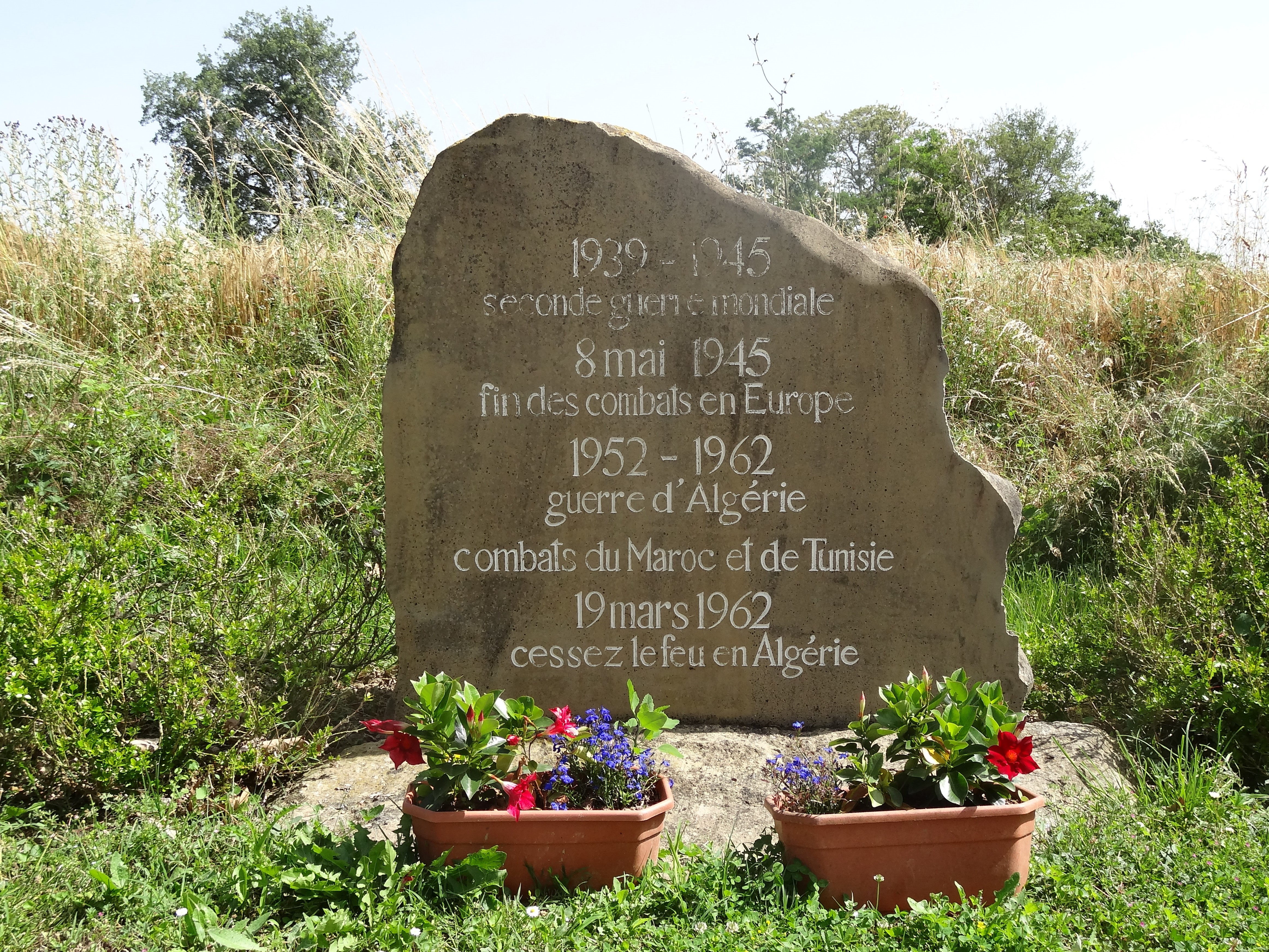
Autre monument aux morts.
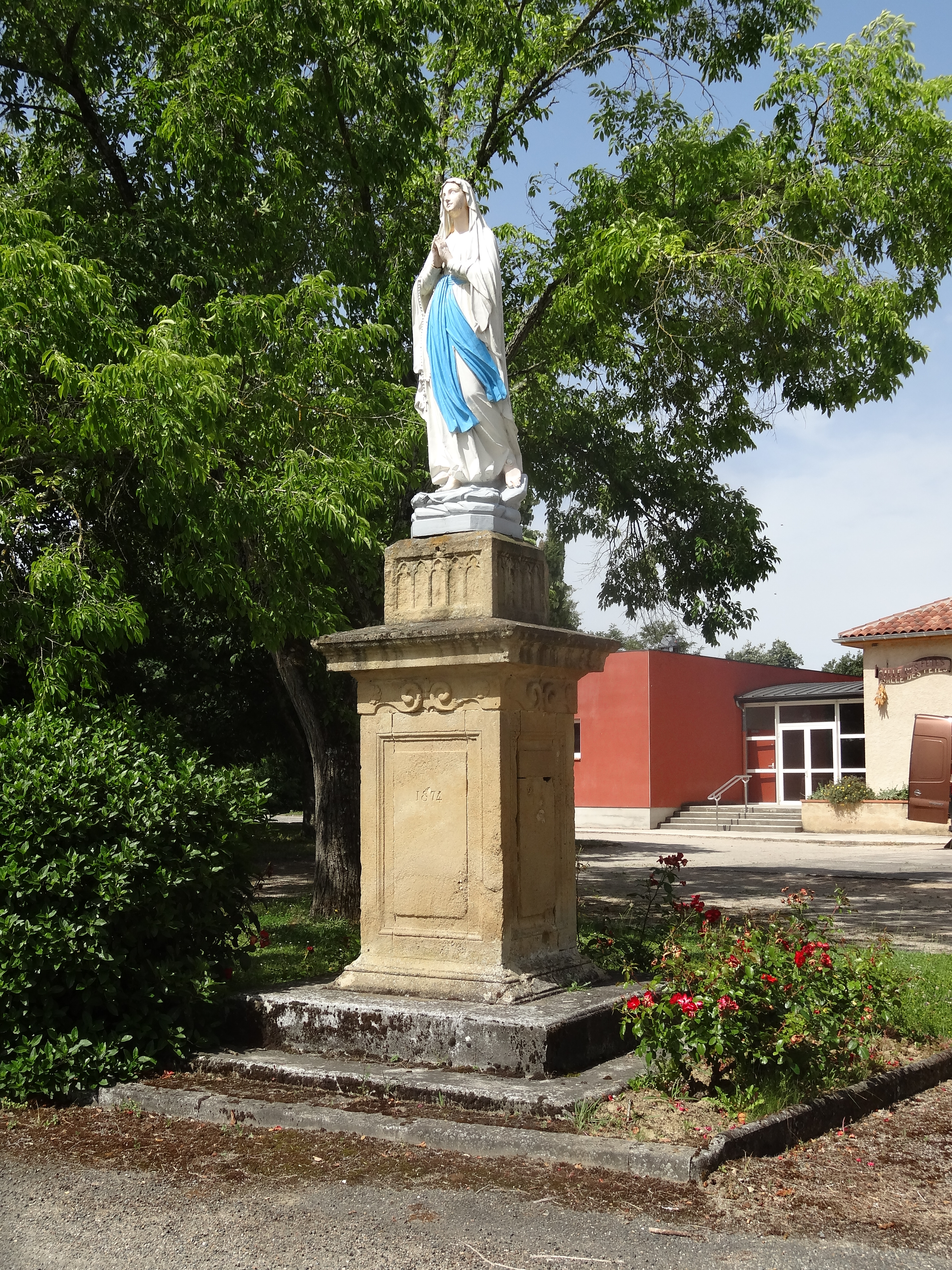
Statue de la Vierge Marie.
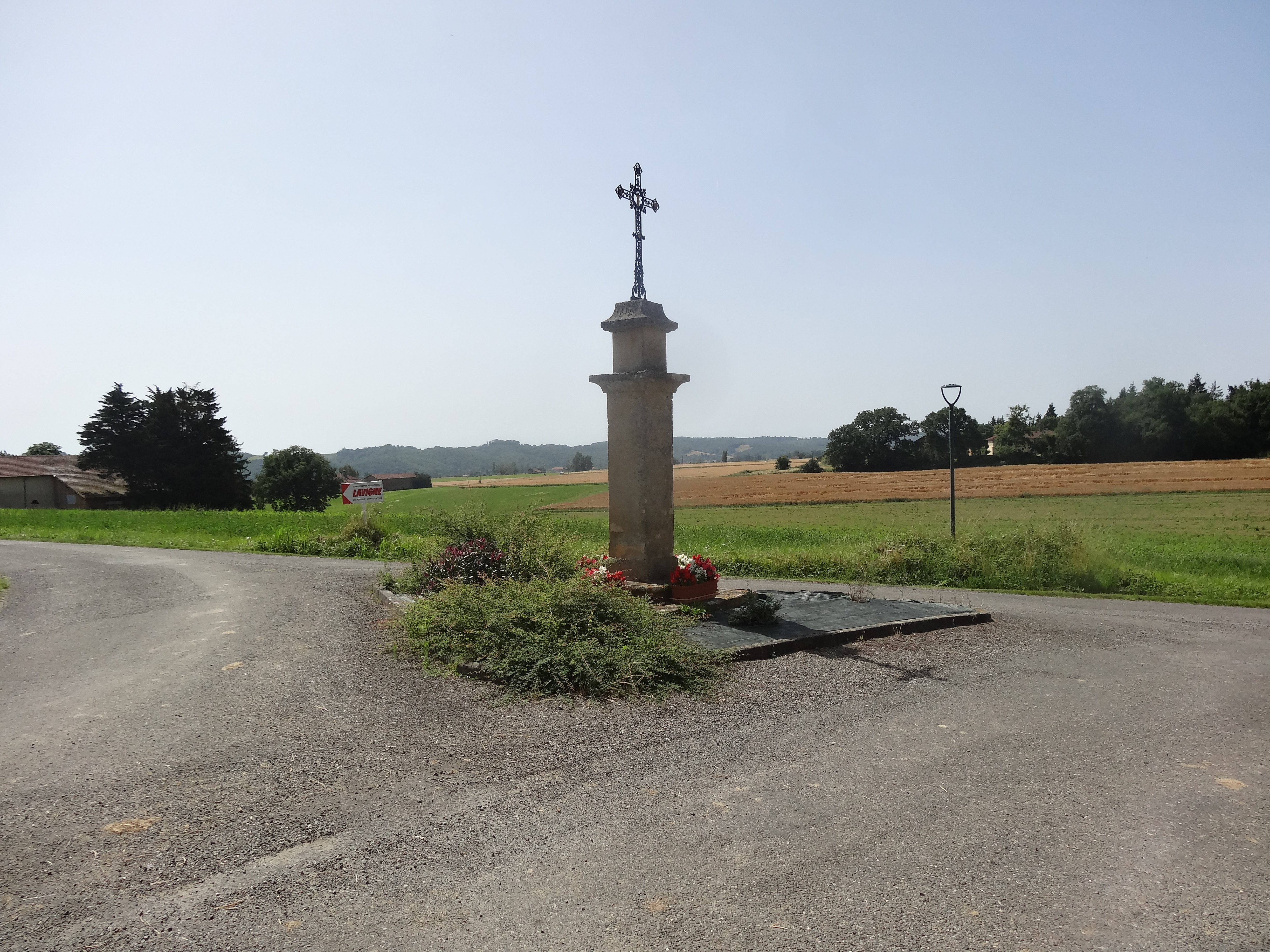
Croix de carrefour à Hachan.
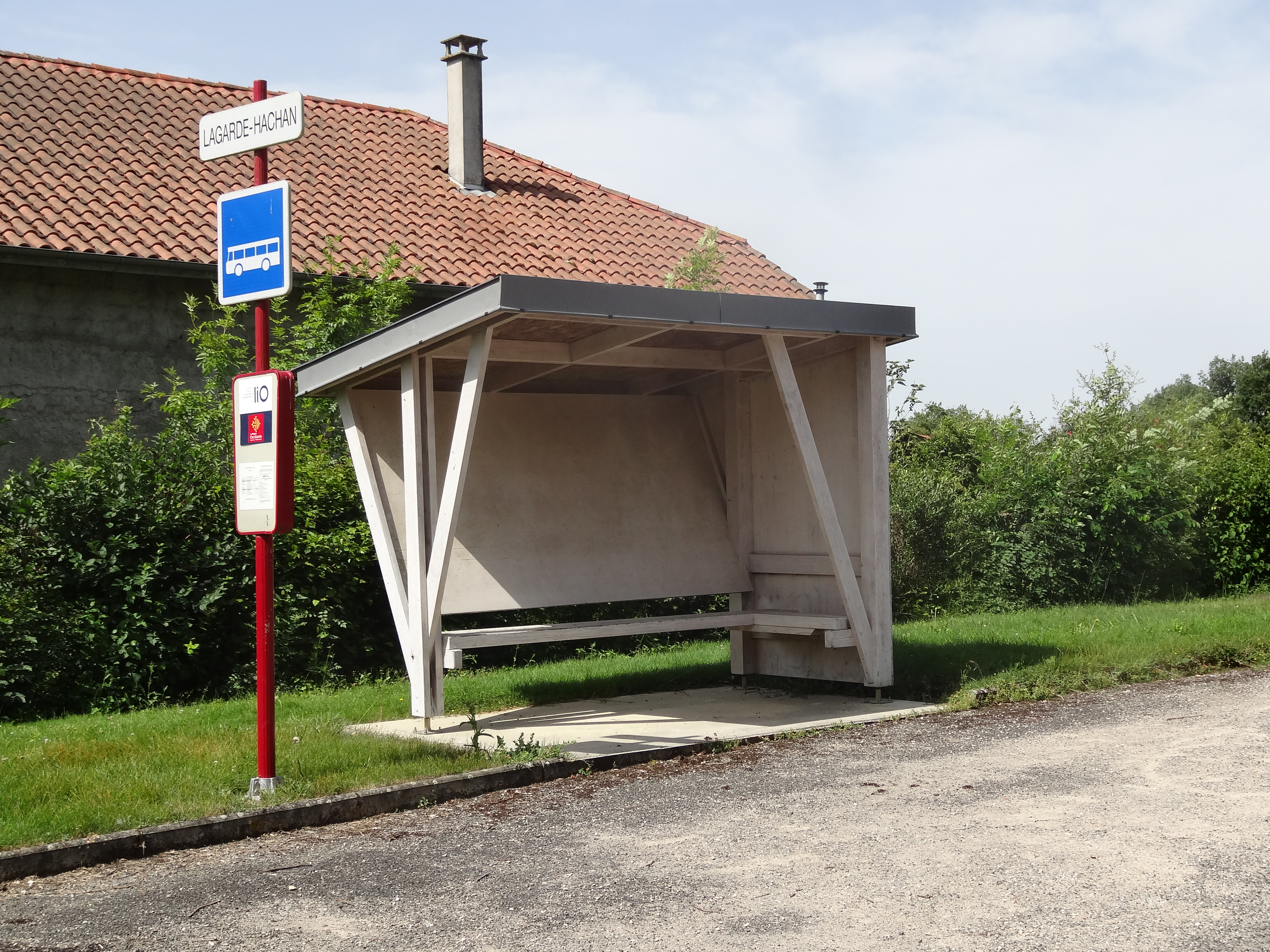
Arrêt de bus.
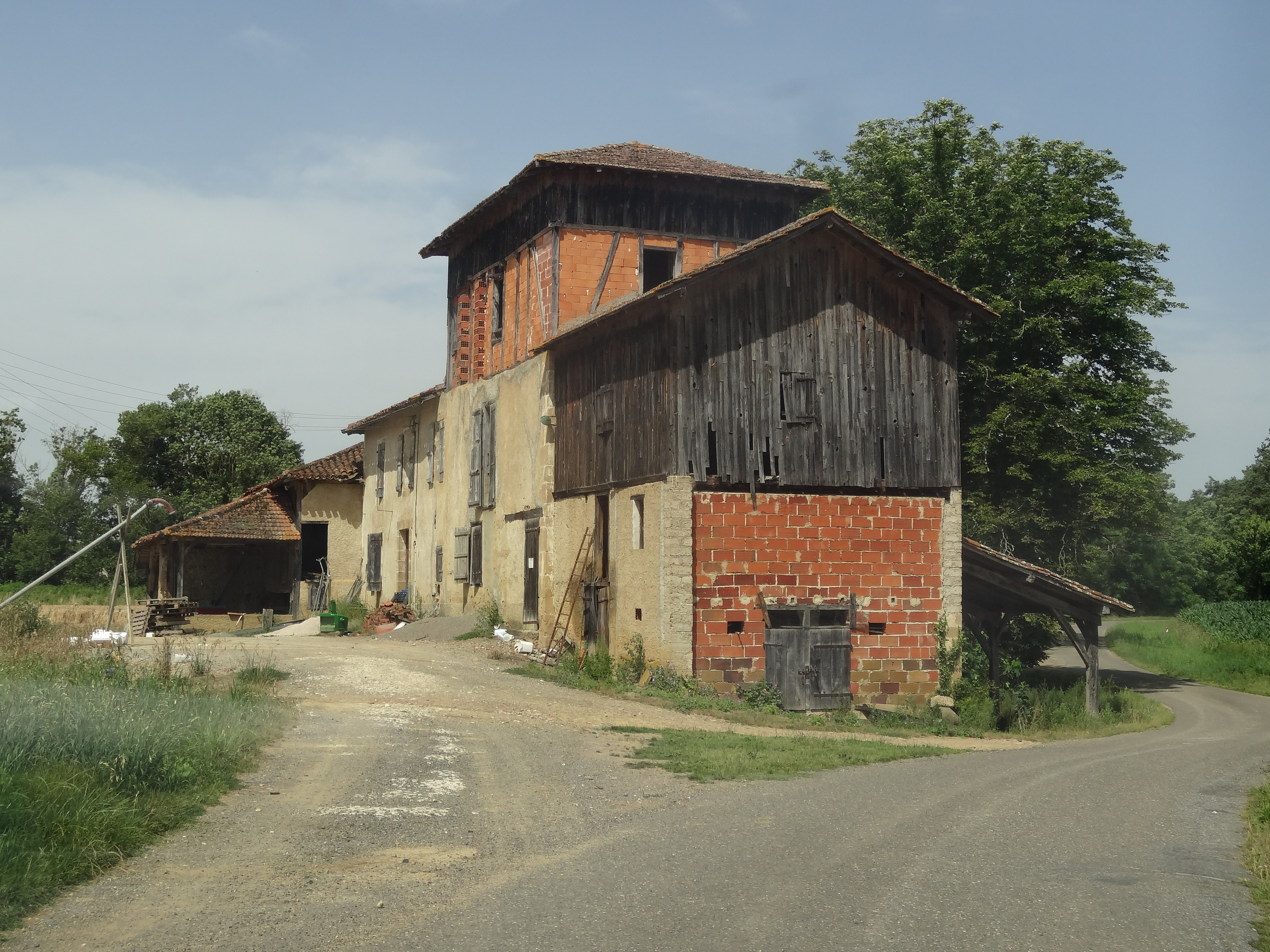
Jolie exploitation agricole.